# Szefowie ministrów Brytyjskich Wysp Dziewiczych
| Osoba      | Osoba   | Osoba                              | Kadencja            | Kadencja            | Partia polityczna |
| #          | Zdjęcie | Imię i Nazwisko                    | Od                  | Do                  | Partia polityczna |
| ---------- | ------- | ---------------------------------- | ------------------- | ------------------- | ----------------- |
| Szef rządu |         |                                    |                     |                     |                   |
| 1          |         | Hamilton Lavity Stoutt (1929–1995) | 14 kwietnia 1967    | 2 czerwca 1971      | UP                |
| 2          |         | Willard Wheatley (1915–1997)       | 2 czerwca 1971      | 12 listopada 1979   | UP                |
| (1)        |         | Hamilton Lavity Stoutt (1929–1995) | 12 listopada 1979   | 11 listopada 1983   | VIP               |
| 3          |         | Cyril Romney (1931–2007)           | 11 listopada 1983   | 1 października 1986 | UP                |
| (1)        |         | Hamilton Lavity Stoutt (1929–1995) | 1 października 1986 | 14 maja 1995        | VIP               |
| 4          |         | Ralph T. O’Neal (1933–2019)        | 15 maja 1995        | 17 czerwca 2003     | VIP               |
| 5          |         | Orlando Smith (1944–)              | 17 czerwca 2003     | 23 sierpnia 2007    | NDP               |
| Premier    |         |                                    |                     |                     |                   |
| (4)        |         | Ralph T. O’Neal (1933–2019)        | 23 sierpnia 2007    | 9 listopada 2011    | VIP               |
| (5)        |         | Orlando Smith (1944–)              | 9 listopada 2011    | 25 lutego 2019      | NDP               |
| 6          |         | Andrew Fahie (1970–)               | 26 lutego 2019      | 5 maja 2022         | VIP               |
| 7          |         | Natalio Wheatley (1980–)           | 5 maja 2022         | nadal               | VIP               |